# Lippia junelliana
Lippia junelliana là một loài thực vật có hoa trong họ Cỏ roi ngựa. Loài này được (Moldenke) Tronc. mô tả khoa học đầu tiên năm 1952.